# Хурдучешти (Мехединци)
Хурдучешти (рум. Hurducești) насеље је у Румунији у жупанији Мехединци у граду Стрехаја. Место се налази на надморској висини од 158 m.

## Становништво
Према подацима из 2002. године у насељу је живело 283 становника, од којих су сви румунске националности.